# Pasos de angustia
Pasos de angustia es una película española de drama estrenada en 1959, coescrita y dirigida por Clemente Pamplona y protagonizada en los papeles principales por Alfredo Mayo y Lina Rosales.
Fue seleccionada en la sección competitiva del Festival Internacional de Cine de San Sebastián de 1957 con el título de Pasos, pero no se estrenó comercialmente hasta el 8 de junio de 1959 en Madrid con el título definitivo.

## Sinopsis
Esteban es atropellado en la calle tras una fuerte discusión con su mujer Ana. Es ingresado en una clínica mental, de la que sale curado pero pierde el habla. En su casa comienza a sospechar que Ana lo engaña con su abogado Ernesto. Un día, detrás de la ventana, cree ver a Ana con Ernesto, razón por la que la espera al salir y la estrangula. Horrorizado, descubre que ha matado a Elena, la esposa de Ernesto, entregándose a la policía. De camino a la cárcel ve a Ana bajando de un taxi.

## Reparto
- Andrés Mejuto - Esteban
- Lina Rosales - Ana
- Alfredo Mayo - Ernesto
- Félix Dafauce
- Isana Medel - Elena
- Adriano Domínguez
- Antonio Moreno
- Amparo Pamplona
- Nora Samsó

## Reconocimientos
Festival Internacional del Cine de San Sebastián de 1957
| Sección         | Resultado |
| Sección oficial | Incluida  |
| --------------- | --------- |